# Rastovac (Ivanska)
Rastovac falu Horvátországban Belovár-Bilogora megyében. Közigazgatásilag Ivanskához tartozik.

## Fekvése
Belovártól légvonalban 12, közúton 19 km-re délre, községközpontjától 2 km-re északnyugatra, Ivanska és Starine között fekszik. A község legkisebb települése.

## Története
A falut a török kiűzése után a 17. század közepén katolikus horvát lakossággal telepítették be. 1774-ben az első katonai felmérés térképén „Dorf Hrasztovecz” néven szerepel. A Horvát határőrvidék részeként a Kőrösi ezredhez tartozott. Lipszky János 1808-ban Budán kiadott repertóriumában „Hrasztovecz” a neve.  
Nagy Lajos 1829-ben kiadott művében ugyancsak „Hrasztovecz” néven 17 házzal, 92 katolikus vallású lakossal találjuk. A település 1809 és 1813 között francia uralom alatt állt. 
A katonai közigazgatás megszüntetése után Magyar Királyságon belül Horvátország része, Belovár-Kőrös vármegye Belovári járásának része lett. A településnek 1857-ben 107, 1910-ben 139 lakosa volt. 1918-ban az új szerb-horvát-szlovén állam, majd később Jugoszlávia része lett. 1941 és 1945 között a németbarát Független Horvát Államhoz, majd a háború után a szocialista Jugoszláviához tartozott. A háború után a fiatalok elvándorlása miatt lakossága folyamatosan csökkent. 1991-től a független Horvátország része. 1991-ben teljes lakossága horvát nemzetiségű volt. A délszláv háború idején mindvégig horvát kézen maradt. 1993 óta az önálló Ivanska község része, azelőtt Csázma községhez tartozott. 2011-ben a településnek 43 lakosa volt.

## Lakossága
| Lakosság változása | Lakosság változása | Lakosság változása | Lakosság változása | Lakosság változása | Lakosság változása | Lakosság változása | Lakosság változása | Lakosság változása | Lakosság változása | Lakosság változása | Lakosság változása | Lakosság változása | Lakosság változása | Lakosság változása | Lakosság változása |
| ------------------ | ------------------ | ------------------ | ------------------ | ------------------ | ------------------ | ------------------ | ------------------ | ------------------ | ------------------ | ------------------ | ------------------ | ------------------ | ------------------ | ------------------ | ------------------ |
| 1857               | 1869               | 1880               | 1890               | 1900               | 1910               | 1921               | 1931               | 1948               | 1953               | 1961               | 1971               | 1981               | 1991               | 2001               | 2011               |
| 107                | 109                | 87                 | 111                | 115                | 139                | 130                | 133                | 138                | 133                | 131                | 105                | 87                 | 57                 | 54                 | 43                 |